# Teroristični napad v Münchnu 1972
Teroristični napad v Münchnu se je zgodil med poletnimi olimpijskimi igrami leta 1972, ko je skupina 8 teroristov palestinske teroristične skupine Črni september napadla, ugrabila in ubila 11 izraelskih športnikov, ki so sodelovali na olimpijskih igrah. Nekateri talci so umrli med samo ugrabitvijo, medtem ko je bilo 9 ubitih med neuspešno reševalno akcijo. 
V celotnem terorističnem napadu je umrlo 11 Izraelcev, 5 Palestincev in 1 nemški policist.
V povračilo tega terorističnega napada je Izrael sprožil operacijo Božji srd, ki so jo izvedle Mosad in izraelske specialne sile; med operacijo so pobili več ljudi, ki so sodelovali pri izvedbi napada.

## Žrtve
Izraelci
- Moše Weinberg, trener rokoborbe (star 33; umrl med ugrabitvijo)
- Josef Romano, dvigovalec uteži (star 31, umrl med ugrabitvijo)
- David Berger, dvigovalec uteži (star 28, umrl na letališču)
- Ze'ev Friedman, dvigovalec uteži (star 28, umrl na letališču)
- Josef Gutfreund, sodnik rokoborbe (star 40, umrl na letališču)
- Eliezer Halfin, rokoborec (star 24, umrl na letališču)
- Amitzur Šapira, trener teka (star 40, umrl na letališču)
- Kehat Šorr, trener strelstva (star 53, umrl na letališču)
- Mark Slavin, rokoborec (star 18, umrl na letališču)
- Andre Spitzer, trener sabljaštva (star 27, umrl na letališču)
- Jacov Springer, sodnik rokoborbe (star 51, umrl na letališču).

Palestinci
- Luttif Afif (vodja)
- Jusuf Nazzal (namestnik vodje)
- Afif Ahmed Hamid
- Khalid Jawad
- Ahmed Chic Thaa

Nemci
- Anton Fliegerbauer